# Čínské dráhy

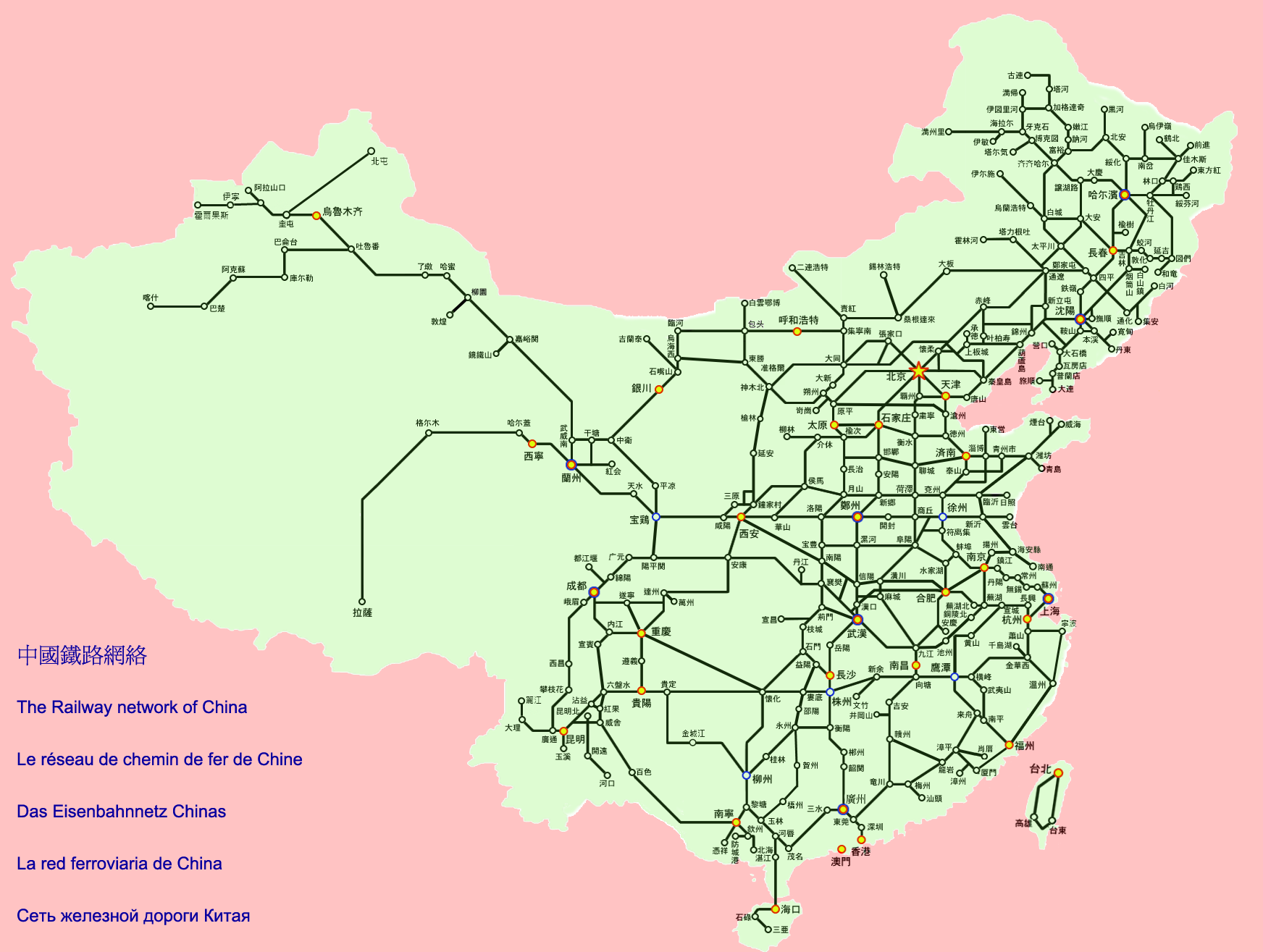
Železniční síť Čínské lidové republiky (včetně nárokovaného Tchaj-wanu)

Čínské dráhy (čínsky v českém přepisu Čung-kuo tchie-lu, pchin-jinem Zhōngguó tiělù, znaky 中国铁路), anglicky také China Railway, zkráceně CR, celým názvem anglicky China State Railway Group Co., Ltd. (čínsky pchin-jinem Zhōngguó Guójiā Tiělù Jítuán Yǒuxiàn Gōngsī, znaky 中国国家铁路集团有限公司), je národní železniční dopravce Čínské lidové republiky. Jedná se o státem schválený investiční subjekt a státní holdingový podnik pod vedením ústřední vlády ČLR, přičemž Ministerstvo financí ČLR vykonává povinnosti investora jménem vlády.

## Historie
Vznikly v roce 1949, v roce vyhlášení Čínské lidové republiky. Byly podřízeny Ministerstvu železnic až do roku 2013, kdy bylo ministerstvo rozpuštěno, resp. rozděleno mezi tři organizace.
V roce 2013 vznikla China Railways Corporation (CRC), která převzala odpovědnost za provoz a správu železniční sítě v zemi. CRC vypracovávala investiční plány pro výstavbu železnic a předkládala vládě návrhy na financování a výstavbu tratí. CRC rovněž odpovídala za implementaci železničních projektů a byla hlavním orgánem odpovídajícím za bezpečnost.
V roce 2019 byla CRC přejmenována a restrukturalizována, a nabyla tak svou současnou podobu jako China State Railway Group (CR). Důvodem pro restrukturalizaci byla mimo jiné snaha o více tržně orientované fungování společnosti.